# جاوفونناي صامويلز
جاوفونناي صامويلز (بالإنجليزية: Giovonnie Samuels)‏ هي ممثلة أمريكية، ولدت في 10 نوفمبر 1985 بسان دييغو في الولايات المتحدة.

## وصلات خارجية
- جاوفونناي صامويلز على موقع IMDb (الإنجليزية)
- جاوفونناي صامويلز على موقع أول موفي (الإنجليزية)
- جاوفونناي صامويلز على موقع قاعدة بيانات الفيلم (الإنجليزية)